# La tigre venuta dal fiume Kwai
La tigre venuta dal fiume Kwai è un film italiano del 1975 diretto da Franco Lattanzi.

## Trama
In Thailandia, un giovane ragazzo di nome Thai si impegna a proteggere alla famiglia del suo amico americano morto tutti i beni guadagnati in tanti anni di duro lavoro in un paese straniero. Ma l'America è pronta a distruggere e uccidere per pochi dollari.